# Parroquia de Saint Anne Sandy Point
La parroquia de Saint Anne Sandy Point 17°22′31″N 62°50′29″O / 17.37528, -62.84139 es una de las 14 parroquias en las que se divide administrativamente San Cristóbal y Nieves. Es la menor de las parroquias de la Isla de San Cristóbal con una superficie de 13 km². Su capital es la ciudad de Sandy Point Town. Otras ciudades son Fig Tree, La Vallée y Sir Gillee's Estate.
- Datos: Q1473654
- Multimedia: Saint Anne Sandy Point / Q1473654